# ناحیه پلیزانت، شهرستان فولتن، ایلینوی
ناحیه پلیزانت (به انگلیسی: Pleasant Township) یک منطقهٔ مسکونی در ایالات متحده آمریکا است که در شهرستان فولتن، ایلینوی واقع شده‌است. ناحیه پلیزانت  ۱۶۵ متر بالاتر از سطح دریا واقع شده‌است.